# Muzej solin in solinarjev, Halle
Muzej solin in solinarjev je bil ustanovljen leta 1967 v zgradbah nekdanjih kraljevih pruskih solin v Halle on Saale v Nemčiji. Hallors so bili člani bratovščine proizvajalcev soli.

## Geologija
Rudnik soli in lokalna industrija temeljijo na geoloških pogojih. Štirje prelomi izvirov s slanico dosežejo površino na prelomu Marktplatz v Halleju. Slane usedline so v Lopingu (epoha perma) (v Zechsteinu) območju pod zemljo.

## Zgodovina
Bogata zgodovina proizvodnje soli v Halleju sega v bronasto dobo. Kot je danes mogoče zaslediti, je temeljila predvsem na uporabi štirih izvirov, blizu današnjega Hallmarkta (kar pomeni 'trg s soljo'): Meteritzbrunnen (št. 34 na planu Altstadta), urejen leta 803, Gutjahrbrunnen (št. 35),  Hackeschen Born (št.. 33) in Deutschen Born (št. 36). Od njih je še vedno prisoten le Gutjahr pod hišo v Oleariusu, ki je od leta 1950 pokrit in trenutno ni dostopen. Koncentrirano slanico so pridobivali iz  14 do 35 m globokih vodnjakov. Kuhanje slanice in rafiniranje do soli je potekalo v bližnjih enostavnih kotlih. Te soline so se imenovale Pfännerschaftliche Saline, ker je Hallmarkt nižje od Marktplatza . Proizvodnja soli v teh solinah se je končala leta 1869. 
Kraljeve pruske soline je leta 1721 ustanovil pruski kralj Friderik Viljem I. na otoku v reki Saale. Prvotno se je slanica dovajala skozi cevovod iz vrtin okoli Hallmarkta. Na južnem delu Holzmarkta (trg lesa) so od leta 1926 uporabljali novonastali solini. Leta 1868 jih je prevzela bratovščina najemnikov (Pfännerschaft). Leta 1964 so bile razstavljene. 

## Solinarji in muzej
Namen muzeja je prikazati pomembno vlogo, ki jo ima pridelava soli na gospodarski razvoj mesta. Glavni magnet je mesečna razstava v Siedehaus, kjer so predstavljene tehnologije in postopki proizvodnje soli. To vključuje ekstrakcijo slanice, do pakiranja kuhane soli, ki sega v 19. stoletje. Razstava Solin ima letno proizvodnjo okoli 70 ton soli, ki se prodaja lokalno obiskovalcem in pekom v Halleju.
Poleg tega so obiskovalcem prikazani srebrni zakladi solinarjev, ki so sestavljeni iz umetniško dragocenih skodelic in trofej. Najstarejši segajo v leto 1671. Pokali in trofeje so bili darila domačinov in državljanov za zasluge bratovščine solinarjev. Poleg tega obiskovalec dobi vpogled v tradicije te bratovščine, njihove zgodovinske privilegije in dolžnosti. Na vrtu muzeja najdejo slanoljubne rastline (halofiti) - tipične rastline, ki rastejo na slanih tleh. 
Od 1. avgusta 2010 muzej Solin vzdržuje in reklamira neprofitno združenje.

## Zgradbe in muzej
Zgradbe Solin so zdaj najstarejše priče industrijske arhitekture v Halleju. Najstarejše stavbe so bile postavljene med letoma 1719 in 1721. Najstarejši preostali del, ki je sedaj označen kot hiša ure, je nekdanje skladišče soli, lesena stavba iz začetka 18. stoletja z visokim strešnim jezdecem. Ob njej je še eno skladišče, lesena stavba iz 19. stoletja, ki ji sledi hiša kjer so kuhali slanico iz leta 1789, pritrjena na hrbtno stran. Slednja je ena najstarejših tovrstnih hiš v Nemčiji.
Nadaljnje stavbe, ki pripadajo Solinam, vključno z upravno stavbo iz leta 1884 (obnovljena leta 1910), so še ena hiša za kuhanje slanice iz leta 1874 in trgovina s soljo iz leta 1845. 

## Železnica za premog do rudnika
Železnica Pfännerschaftliche Kohlebahn, ozkotirna železniška proga (900 mm), je nekoč dostavljala rjavi premog, ki je bil potreben za vrenje slanice od rudnika Alt-Zscherben do Solin. Odkopni rudnik je zdaj poplavljen in se imenuje Friedhofsteich (pokopališki ribnik).